# حجر على الأموال
الحجر يقصد به المنع من التصرفات المالية، سواء أكان المنع لمصلحة الغير، كالحجر على المفلس لصالح الغرماء، أم كان لمصلحة المحجور عليه، كالحجر على المجنون أو هو المنع من نفاذ التصرفات.

## مشروعية الحَجر والحكمة منه

### مشروعية الحجر
ثبتت مشروعية الحجر بالكتاب والسُنّة :
ففي الكتاب قوله تعالى: ﴿وَلَا تُؤْتُوا السُّفَهَاءَ أَمْوَالَكُمُ الَّتِي جَعَلَ اللَّهُ لَكُمْ قِيَامًا وَارْزُقُوهُمْ فِيهَا وَاكْسُوهُمْ وَقُولُوا لَهُمْ قَوْلًا مَعْرُوفًا ۝٥﴾ 
وفي السنة :عَنِ اِبْنِ كَعْبِ بْنِ مَالِكٍ، عَنْ أَبِيهِ : «أَنَّ رَسُولَ اَلله - صلى الله عليه وسلم - حَجَرَ عَلَى مُعَاذٍ مَالَهُ، وَبَاعَهُ فِي دَيْنٍ كَانَ عَلَيْهِ».

### الحكمة من مشروعية الحجر
```
صيانة الأموال من سوء تصرف المالك، 
ومن الغش والتدليس، ومن الايدي التي تسلب أموال الناس بالباطل.
[بحاجة لدقة أكثر]
```

## أقسام الحجر

### الحجر لمصلحة المحجور عليه
والحجر قد يكون لمصلحة المحجور عليه وذلك مثل:
1. الحجر على الصغير: فالصغير الذي لم يبلغ الحلم محجور عليه بحكم الشرع، حتى يبلغ، ويستمر الحجر إلى أن يرشد،

لقوله تعالى: ﴿فإن آنستم منهم رشداََ فادفعوا إليهم أموالهم﴾.
1. الحجر على المجنون: ويستمر الحجر عليه إلى الإفاقة من جنونه.
2. الحجر على السفيه: لقوله تعالى :(ولاتؤتوا السفهاء أموالكم) ويستمر الحجر عليه إلى أن يرشد.

### الحجر لمصلحة الغير
وقد يكون الحجر لمصلحة الغير وذلك مثل:
- الحجر على المدين.
- الحجر على الراهن، فيحجر عليه التصرف في العين المرهونة بعد لزوم الرهن ضمانا لحق الرهن.
- الحجر على المريض مرضًا مخوفًا يُحجر عليه بما فوق الثلث لحظ ورثته.[4]

### الحجر للمصلحة العامة
```
وقد يكون الحجر للمصلحة العامة وذلك مثل:
```

المرتد : فيحجر عليه لحق المسلمين، وذلك كما يقول الشافعية والحنابلة، لأن تركته فيء، فيمنع من التصرف في ماله لئلا يفوته على المسلمين.
ومما يقع تحت هذا النوع من الحجر للمصلحة العامة :
```
من الحجر : ما هو حجر حسي أي المنع من مباشرة العمل الذي حجر عليه من أجله.
```

ويمثل الحنفية لذلك :بالحجر على المفتى الماجن،والطبيب الجاهل،والمكارى المفلس.
- المفتى الماجن : هو الذي يعلم الناي الحيل الباطلة مثل الذي يفتي عن جهل.
- الطبيب الجاهل : هو الذي يسقي المرضى دواء مهلكاََ.
- المكارى المفلس : هو الذي يكري إبلاً وليس له إبل ولا مال ليشتريها به.

وليس المراد بالحجر على هؤلاء الثلاث حقيقة الحجر وهو المنع الشرعي الذي يمنع نفوذ التصرف لأن المفتي لو أفتى بعد الحجر وأصاب جاز.
وكذلك الطبيب لو باع الأدوية نفذ، وإنما المقصود المنع الحسي، لأن الأول مفسد للأديان والثاني مفسد للأبدان والثالث مفسد للأموال فمنع هؤلاء المفسدين دفع ضرر بالحق الخاص والعام وهو من الأمر بالمعروف والنهي عن المنكر.

## وصلات خارجية
- موقع الآلوكة : من أحكام الحجر في الفقه الإسلامي